# Castro de Elviña

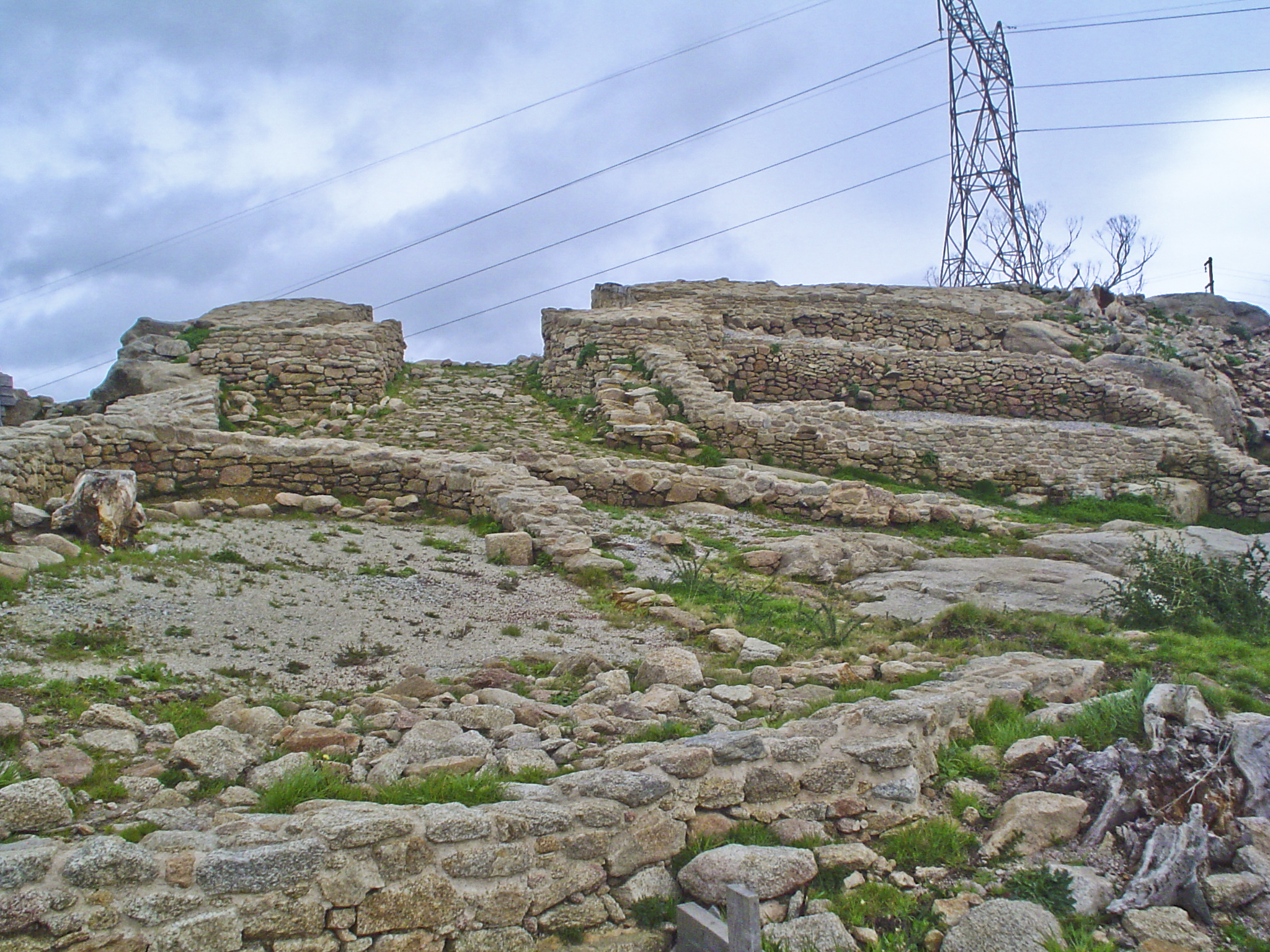
Acesso à croa

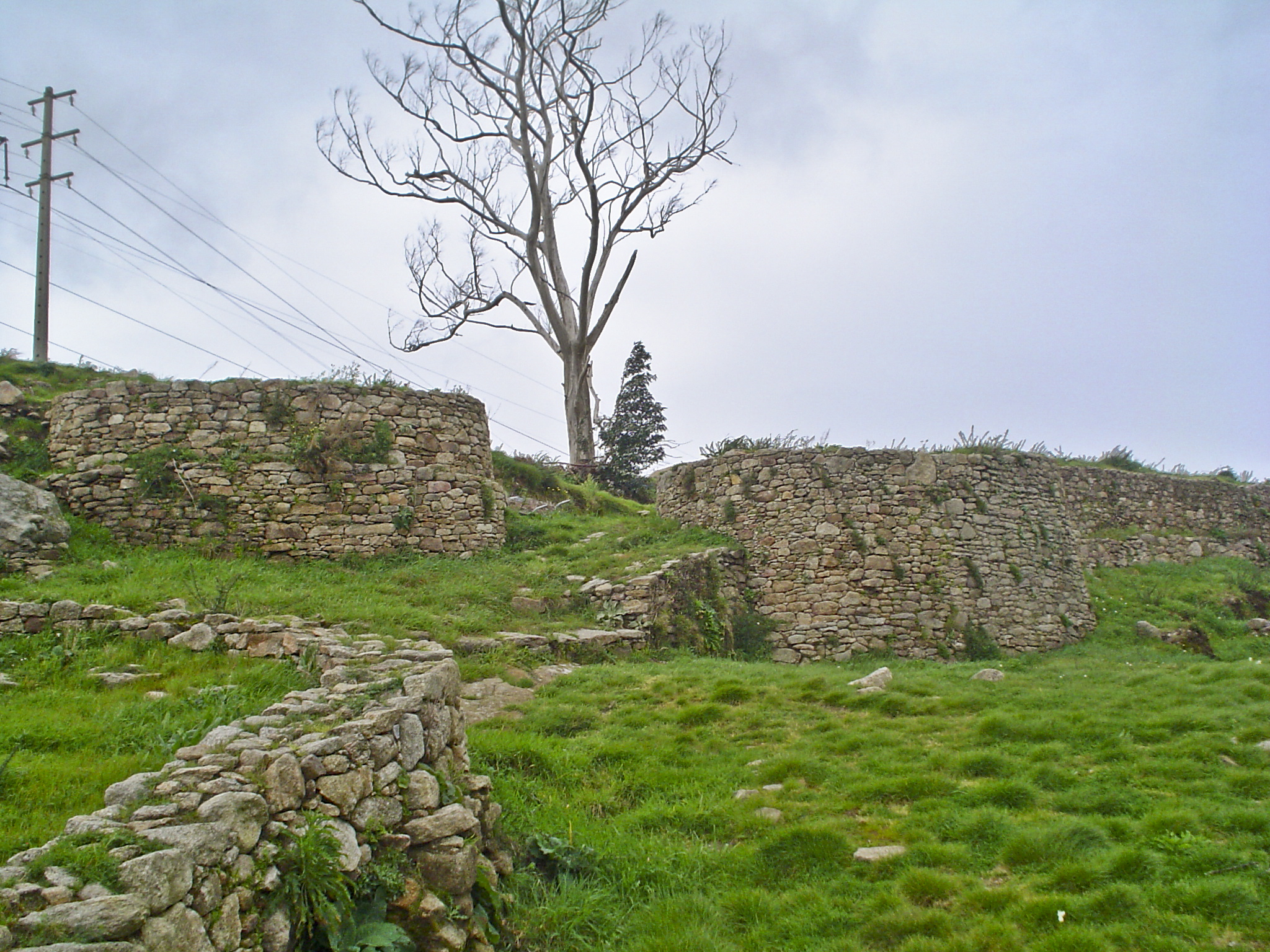
Acesso sudeste à croa

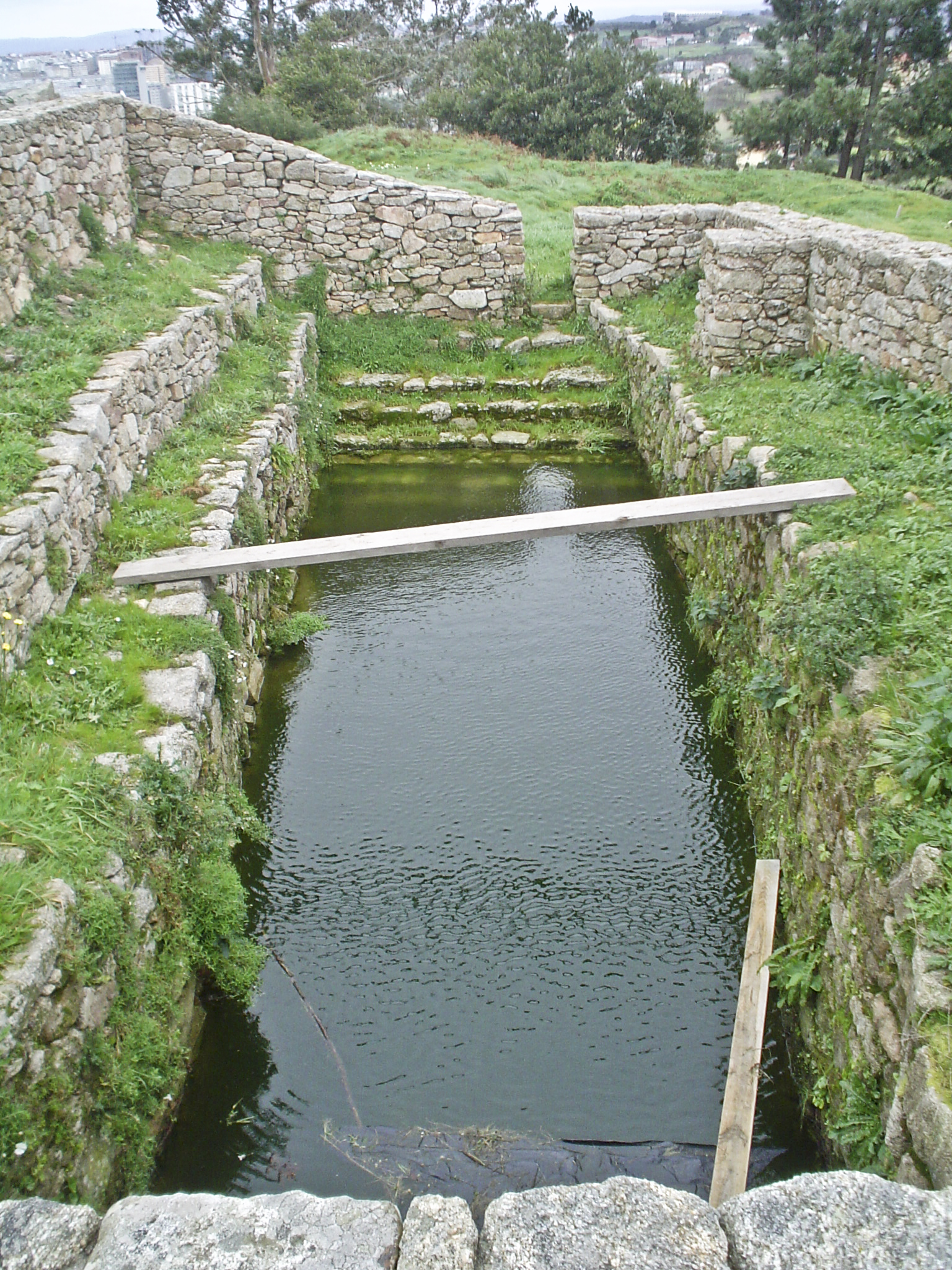
Algibe

O Castro de Elviña é um povoado fortificado característico da Cultura Castreja do Noroeste peninsular. Está situado na paróquia de San Vicenzo de Elviña, próximo ao atual Campus de Elviña da Universidade da Coruña, numa pequena elevação que domina as terras dos vales de Elviña e Mesoiro, no concelho da Corunha, província da Corunha, Galiza.

## Escavações arqueológicas
As primeiras escavações datam da década de 1940, podendo-se estabelecer diferentes etapas no seu estudo:
1. Etapa: (1947–1953) na qual foi escavado por José María Luengo e Luis Monteagudo. Tais escavações levam-se a cabo fora da muralha, ao sudeste da croa. Foram descobertas várias casas (entre elas a casa da êxedra e a casa do tesouro), o algibe, a muralha e os cubos da entrada sudeste da croa
2. Etapa: (1979–1985) foram realizadas escavações dirigidas por Felipe Senén López. Fizeram-se trabalhos de recuperação das zonas anteriormente escavadas, e sondagens no interior do recinto murado.
3. Etapa: (2002–atualidade) na qual se levam a cabo escavações dirigidas por Xosé María Bello enquadradas dentro do Projeto Artabria de posta em valor do sítio.

## Descrição
O castro está formado por vários recintos com terraço, separados por muralhas. Entre elas, destaca-se a muralha da croa (o recinto mais elevado e central) com uma entrada monumental ladeada por dois torreões defensivos semicirculares entre os que se abre uma rampa e escadas de acesso empedradas. Em alguns dos seus trechos, a muralha conservada tem uma largura e altura superior aos quatro metros. Na zona com terraço, situada a Sudeste, podem-se observar diferentes construções, algumas delas singulares no conjunto da cultura castreja, como a fonte-algibe e o templo do ídolo fálico; também se conservam diferentes casas, nomeadamente de formas quadradas. Além disso, no castro foi encontrado o famoso tesouro de Elviña (conservado no Museo arqueolóxico e histórico do Castelo de San Antón).

### Fases de ocupação
Os resultados das escavações permitem deduzir a existência de várias fases de ocupação:
- Uma primeira, datada a partir do século III a.C., pré-romana e tipicamente castreja. As fases mais antigas de ocupação encontraram-se na croa ou acrópole, com vestígios relacionados, como cerâmica do século II a.C., moldes de espadas de antena ou o conjunto de joias áureas.
- Uma segunda, desde o século I a.C. até o século I d.C., de progressiva romanização (presença de cerâmica de importação), caracterizadas pela presença de casas circulares.
- Uma terceira fase de ocupação, quando o maior momento de apogeu da comunidade, um auge econômico que se testemunha através de restos arqueológicos de mercadorias, fruto da atividade comercial marítima. Durante esta etapa o castro sofreu um processo de transformação urbana, visível nomeadamente nos seus muros e portas e na construção de casas retangulares.
- Um quarto período de progressivo abandono. Provavelmente, o castro foi abandonado no século II d.C. e talvez sua população se transladasse para a cidade romana de Brigâncio, estabelecida na península corunhesa, na atual zona do Parrote. Caracteriza-se pela reutilização e transformação de algumas construções preexistentes aproveitando os materiais.

As construções mais notórias são a Casa da êxedra, de arredores do século I a.C.. É retangular e ergueu-se sobre várias circulares anteriores, uma das quais foi reaproveitada deixando um semicírculo (êxedra) que foi abobadado. A Casa da Êxedra foi possivelmente um forno. Numa segunda etapa dividiu-se em duas partes, acrescentando-lhe um vestíbulo pequeno.
O Templo do Ídolo Fálico é uma construção ovalada, assim denominada por Francisco Luengo, que encontrou no interior uma pedra grande com a frente trabalhada representando a figura de um falo personificado.
A fonte-algibe, que tem 5,33 metros de fundo, permitia o abastecimento de água. Acede-se a ele por duas escadarias abertas aos dois lados. O manancial, proveniente da croa, ainda aporta água hoje em dia. É possível que contasse com um telhado de lousa sobre madeira.
A Casa do Tesouro está próxima da fonte e nela se encontraram alfaias de ouro do século I.

## Situação atual
O Castro de Elviña foi declarado Monumento Histórico Artístico em 1962, o que não impediu que a empresa eléctrica FENOSA instalasse uma torreta de fiação elétrica no meio da croa que persiste em nossos dias.
Em nossos dias, estão-se a fazer novas escavações e trabalhos de consolidação incluídos no Projeto Artabria, do Concelho da Corunha e apoiado pela Junta da Galiza. Este projeto visa criar um parque arqueológico de cerca de 65 hectares dedicado não somente à interpretação do sítio, mas também à sua contorna rural pouco alterada pela proximidade da cidade.
Como primeiro passo procedeu-se à desapropriação de uma superfície de 13 hectares centrada na croa. Ao procederem à limpeza da vegetação, foram observadas irregularidades no terreno que com anterioridade não foram advertidas. Nelas levaram-se a cabo sondagens que confirmaram que sob delas se ocultavam novas muralhas castrejas que ampliavam notavelmente a superfície conhecida do castro, maior de quatro hectares. Advertiram-se também novos vestígios de construções na encosta norte da acrópole, indicando que o povoado tinha uma continuidade, ainda por delimitar, fora da muralha. Estas novas descobertas tornam-no um dos maiores castros do Norte da Galiza.
Encontrou-se também uma nova entrada à croa a Sudoeste num ponto no qual a muralha tem quatro metros e meio de grossura e por volta de três de altura conservados, com vestígios de torres e caminho empedrado, bem como uma construção de grandes dimensões no terraço exterior ao muro. Nessa zona, no interior da croa foram escavadas algumas pequenas casas ao redor de uma pequena rua com um sistema de desaguamento datadas no séculos II a I antes de Cristo.

### Condições da visita
A visita ao castro é gratuita e guiada, mas deve ser marcada com antecedência por telefone.